# Zacint (heroi)
Zacint (llatí: Zakynthus, grec antic: Ζάκυνθος, Zàkynthos), és l'heroi epònim de l'illa de Zacint, modernament coneguda com a Zante. Segons diverses tradicions, Zacint era fill de Dàrdanos, el mític heroi fundador de Dardània. També es considerava que era un arcadi arribat de la ciutat de Psofis. Sili Itàlic ofereix una versió per la qual Zacint també hauria estat l'heroi epònim de Sagunt, segurament per la semblança entre el grec Ζάκυνθος (Zákynthos), el nom de l'heroi, i Ζάκανθα (Zákantha), el nom en grec de Sagunt.